# Awolnation
Awolnation, estilizado AWOLNATION, é uma banda americana de indie pop e rock alternativo formada e liderada por Aaron Bruno, ex-líder das bandas Home Town Hero, Under the Influence of Giants e Insurgence. A banda encontra-se sob o contrato da Red Bull Records, e o seu primeiro EP, Back From Earth, foi lançado no iTunes a 18 de maio de 2010, seguido pelo álbum Megalithic Symphony de 15 de março de 2011.

## Membros

### Atuais
- Aaron Bruno (AWOL) – vocais, guitarra
- Drew Stewart (Drublood) – guitarra principal, backing vocals
- Kenny Carkeet (Y.A.) – teclados, backing vocals, guitarra

### Ex-integrantes
- Christopher Thorn – guitarra principal
- Hayden Scott – bateria
- Devin Hoffman – baixo, teclados, backing vocals
- David Amezcua - baixo, backing vocals
- Tony Royster Jr. - bateria (em Soul Wars e Megalithic Symphony)
- Isaac Carpenter – bateria

## Discografia

#### Álbuns de estúdio
| Título               | Detalhes                                                                                         | Posição | Posição | Posição | Posição | Posição | Certificações |
| Título               | Detalhes                                                                                         | US      | US Alt. | US Rock | AUT     | UK      | Certificações |
| -------------------- | ------------------------------------------------------------------------------------------------ | ------- | ------- | ------- | ------- | ------- | ------------- |
| Megalithic Symphony  | - Lançado: 15 de Março, 2011 (US) - Selo: Red Bull Records - Formatos: CD, LP, digital download  | 84      | 16      | 21      | 57      | 179     | - MC: Gold    |
| Run                  | - Lançamento: 17 de Março, 2015 - Selo: Red Bull Records - Formatos: CD, LP, Digital Download    | -       | -       | -       | -       | -       |               |
| Here Come The Runts' | - Lançamento: 2 de Fevereiro, 2015 - Selo: Red Bull Records - Formatos: CD, LP, Digital Download |         |         |         |         |         |               |

#### EPs
| Título             | Detalhes                                                                          |
| ------------------ | --------------------------------------------------------------------------------- |
| Back from Earth    | - Lançado:18 de Maio, 2010 (US) - Selo: Red Bull - Formatos: CD, digital download |
| RE/SAIL            | - Lançado: 12 de abril, 2012 (US) - Selo: Red Bull - Formatos: Digital download   |
| I've Been Dreaming | - Lançado: 6 de junho, 2012 (US) - Selo: Red Bull - Formatos: Digital download    |

### Singles
| Título                                                                                      | Ano  | Posição | Posição | Posição | Posição | Posição | Posição | Posição | Posição | Posição | Posição | Certificações                         | CD                  |
| Título                                                                                      | Ano  | US      | US Alt. | US Rock | AUT     | CAN     | FRA     | NLD     | SWE     | SWI     | UK      | Certificações                         | CD                  |
| ------------------------------------------------------------------------------------------- | ---- | ------- | ------- | ------- | ------- | ------- | ------- | ------- | ------- | ------- | ------- | ------------------------------------- | ------------------- |
| "Sail"                                                                                      | 2011 | 17      | 5       | 4       | 25      | 48      | 51      | 59      | 32      | 35      | 17      | - RIAA: 3× Platinum - MC: 6× Platinum | Megalithic Symphony |
| "Not Your Fault"                                                                            | 2011 | —       | 3       | 11      | —       | —       | —       | —       | —       | —       | —       | - MC: Gold                            | Megalithic Symphony |
| "Kill Your Heroes"                                                                          | 2012 | —       | 7       | 16      | —       | —       | —       | —       | —       | —       | —       |                                       | Megalithic Symphony |
| "Thiskidsnotalright"                                                                        | 2013 | —       | 21      | —       | —       | —       | —       | —       | —       | —       | —       |                                       | Megalithic Symphony |
| "—" mostra uma gravação que não aparece nos rankings ou não foi lançada naquele território. |      |         |         |         |         |         |         |         |         |         |         |                                       |                     |